# Grigorij Blagosvjetlov
Grigorij Jevlampievitj Blagosvjetlov (ryska: Григорий Евлампиевич  Благосветлов), född 13 augusti (gamla stilen: 1 augusti) 1824 i Stavropol, död 19 november (gamla stilen: 7 november) 1880 i Sankt Petersburg, var en rysk publicist.
Blagosvjetlov blev lärare i ryska språket vid en kadettskola, men avsattes 1856 och begav sig till England, där han lärde känna Aleksandr Herzen. Tillsammans med greve G.A. Kusjelev-Besborodko utgav han efter 1859 tidskriften "Russkoje slovo", som dock indrogs 1866. Han redigerade därpå tidskriften "Djelo" ända till sin död. 
Blagosvjetlov var i bildning och tänkesätt fullkomligt "västerländsk", det vill säga hämtade från England och Frankrike sina litterära och politiska förebilder. Vid sidan av Dmitrij Pisarev kan han anses typisk för 1860-talets publicitet i Ryssland. Han författade även arbeten om den ryska romanen och liknande litterära studier.